# Alec Nove
Alec Nove (de son vrai nom Alexander Novakovsky), né le 24 novembre 1915 à Petrograd (aujourd'hui Saint-Pétersbourg), mort le 15 mai 1994 à Glasgow, est un professeur d'économie de l'Université de Glasgow et un spécialiste largement reconnu de l'histoire économique russe et soviétique.

## Biographie
D’origine ukrainienne, Alec Nove a émigré en Angleterre en 1922. Il a mené ses études à la King Alfred School (en) de Londres, puis à la London School of Economics, où il a obtenu en 1936 un baccalauréat en sciences en économie. Avant d’enseigner à l’université, il a servi l’armée britannique de 1939 à 1946 puis a travaillé, de 1947 à 1958, pour la bourse du commerce, avec une parenthèse à l’ambassade britannique de Moscou en 1956.
À partir de 1958, Alec Nove enseigne à la London School of Economics en tant que spécialiste de l’économie soviétique. Il s'établit ensuite à l’Université de Glasgow, de 1963 jusqu’à la fin de sa vie.
Les spécialistes, à la manière de Ian D. Thatcher, s'accordent à considérer Alec Nove comme l'un des plus remarquables soviétologues.

## Publications majeures
- avec Desmond Donnelly, Trade with Communist Countries, Londres, Hutchinson, 1960.
- L'Économie soviétique, Paris, Economica, 1981 (édition originale : The Soviet Economy, Londres, George Allen & Unwin, 1961).
- Was Stalin Really Necessary?, Londres, George Allen & Unwin, 1964.
- avec J. A. Newth, The Soviet Middle East. A Communist Model for Development, Londres, George Allen & Unwin, 1967.
- An Economic History of the USSR, Harmondsworth, Penguin Books Ltd, 1969, seconde édition 1989, troisième édition 1992.
- Efficiency Criteria for Nationalised Industries, Londres, George Allen & Unwin, 1973.
- Stalinism and After, Londres, George Allen & Unwin, 1975, seconde édition 1981, troisième édition 1989.
- The Soviet Economic System, Londres, George Allen & Unwin, 1977, seconde édition 1980, troisième édition 1986.
- Political Economy and Soviet Socialism, Londres, George Allen & Unwin, 1979.
- Le Socialisme sans Marx. L'économie du socialisme réalisable, Paris, Economica, 1983 (édition originale : Economics of Feasible Socialism, Londres, George Allen & Unwin, 1983)[2].
- Socialism, Economics and Development, Londres, Allen & Unwin, 1986.
- Glasnost' in Action. Cultural Renaissance in Russia, Londres, Unwin Hyman, 1989.
- Studies in Economics and Russia, Basingstoke, Macmillan, 1990.
- (éd.), The Stalin Phenomenon, Londres, Weidenfeld & Nicolson, 1993.